# Pentalogie
Une pentalogie (du grec penta, signifiant « cinq » et de logos signifiant « rapport ») est le nom donné à la réunion de cinq pièces dramatiques représentées dans la même séance théâtrale, et généralement liées entre elles par l'analogie plus on moins étroite des sujets.
Plus largement, une pentalogie désigne une œuvre (littéraire, cinématographique...) en cinq volets.